# Золотой доллар
В Википедии есть другие статьи об 1 долларе США
Золотой доллар — золотая монета США номиналом 1 доллар, чеканившаяся в период с 1849 по 1889 год. Содержит 90 % чистого золота. Является наименьшей по номиналу из выпускавшихся золотых монет за всю историю США. Также — наименьшая по размеру монета США. Существует три типа золотого доллара.

## История
Предпосылками появления золотых долларовых монет стало открытие богатых залежей золота и «золотая лихорадка» конца 1830-х годов. Для чеканки золотых монет были открыты новые монетные дворы в городах Шарлотт, Северная Каролина, и Далонега, Джорджия.
Первые долларовые монеты стали выпускаться не государством, а частным лицом — немецким иммигрантом-ювелиром Кристофером Бехтлером. Отметив, что средством оплаты становится неудобный в качестве средства обмена по целому ряду причин золотой песок, он за небольшую комиссию производил его обмен на золотые кружочки в виде монет. К 1840 году им было создано таких монет на сумму более чем $2,2 миллиона.
Деятельность Бехтлера на то время была полностью легальна, однако она привлекла внимание монетного двора. Предпринятая в 1836 году попытка провести через конгресс решение о чеканке золотых долларов не увенчалась успехом. С открытием новых месторождений золота в Калифорнии и с очередной «золотой лихорадкой» потребность в золотых монетах возросла. 3 марта 1849 года конгресс разрешил выпуск золотых долларов.

## I тип (1849–1854)
Оформленный гравёром Джеймсом Лонгакром первый тип золотого доллара известен как «Liberty Head» или «Type I». В центре аверса монеты находится изображение Свободы, окружённое 13 звёздами. Она смотрит влево, на голове корона в виде обруча с надписью «LIBERTY». На реверсе отмечен номинал и год выпуска, полукругом размещена надпись «UNITED STATES OF AMERICA». Монеты чеканились в Филадельфии, Далонеге, Новом Орлеане и Сан-Франциско. Количество ежегодно выпускавшихся монет колебалось от 511 301 в 1850 году до 4 383 149 в 1853 году.
Особенностью монеты был её малый размер — всего лишь 13 мм в диаметре. В связи с этим она, несмотря на свою ценность, часто терялась. В 1853 году было принято решение выпустить монету большего диаметра за счёт уменьшения её толщины с сохранением неизменной массы, равной 1,672 или 1,673 грамма.

## II тип (1854–1856)
В 1854 году была отчеканена новая золотая монета номиналом 1 доллар — диаметром 15 мм. На аверсе изображалась «индейская принцесса», в связи с чем монета получила название «Indian Head Type». Однако историки считают, что прототипом для изображения стала статуя Венеры, находящаяся в Художественном музее Филадельфии. Надпись «UNITED STATES OF AMERICA» была перенесена с реверса на аверс. В остальном дизайн остался неизменным. Количество отчеканенных монет в 1854 году составляло 783 943 штуки, в 1855 — 824 883, в 1856 — 24 600. Устранив проблему очень малого размера, монетный двор не учёл высоты рельефа изображения, выпуклые детали которого часто оставляли царапины на коже пользующихся монетами людей. В связи с этим монета вновь подверглась переоформлению.

## III тип (1856–1889)
В 1856 году была выпущена монета нового типа. Она отличалась от монеты II типа не только меньшей рельефностью изображения «индейской принцессы» на аверсе (лицо девушки, кроме того, стало выглядеть несколько старше), но и бо́льшим размером, в связи с чем III тип получил название «Large Head Type», а предыдущий — «Small Head Type». Отличий реверса у монет этих типов (кроме года выпуска) не имеется. Чеканилась новинка на монетных дворах Филадельфии, Шарлотта, Далонеги и Сан-Франциско. Количество выпускаемых монет колебалось от 420 в 1875-м до 1 764 396 в 1856 году. Чеканка монет этого типа производилась с 1856 до 1889 года, памятные серии также выпущены в 1903–1905, 1917 и 1922 годах.
Золотые доллары находились в обращении до отмены золотого стандарта в 1933 году.